# 勒拉克迪萨莱斯
勒拉克迪萨莱斯（法語：Le Lac-d'Issarlès，法語發音：[lə lak disaʁlɛs]，意为“伊萨莱斯之湖”）是法国阿尔代什省的一个市镇，属于拉让蒂耶尔区。

## 地理
勒拉克迪萨莱斯（44°49'15"N, 4°3'39"E）面积14.35 平方千米，位于法国奥弗涅-罗讷-阿尔卑斯大区阿尔代什省，该省份为法国东南部内陆省份，北起顺时针与卢瓦尔省、伊泽尔省、德龙省、沃克吕兹省、加尔省、洛泽尔省和上盧瓦爾省接壤。
与勒拉克迪萨莱斯接壤的市镇（或旧市镇、城区）包括：勒贝阿日、克罗德热奥朗、伊萨莱斯、拉沙佩勒格拉尤斯、圣西尔格昂蒙塔涅。

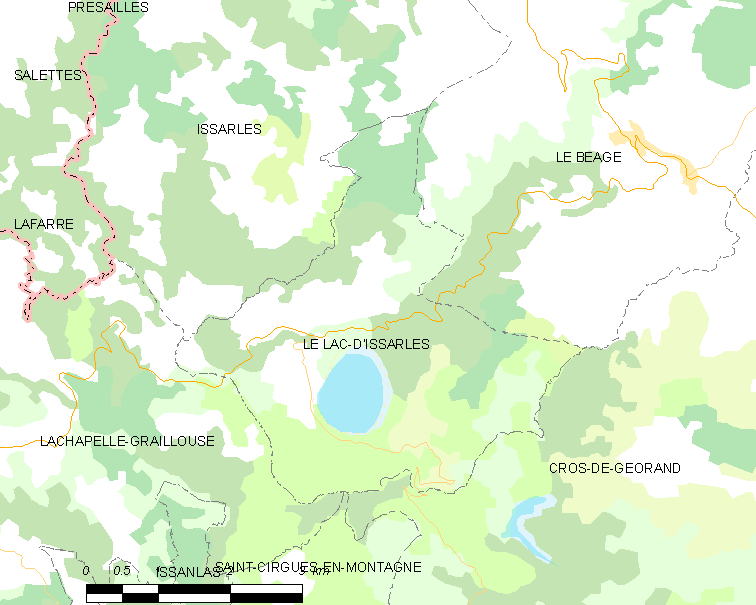
勒拉克迪萨莱斯的OSM定位图

勒拉克迪萨莱斯的时区为UTC+01:00、UTC+02:00（夏令时）。

## 行政
勒拉克迪萨莱斯的邮政编码为07470，INSEE市镇编码为07119。

## 政治
勒拉克迪萨莱斯所属的省级选区为上阿尔代什县。

## 人口

1962-2008年间勒拉克迪萨莱斯人口变化图示

勒拉克迪萨莱斯于2022年1月1日时的人口数量为251人。